# Tujuba Megersa
Tujuba Megersa (Tujuba Megersa Beyu; * 15. Oktober 1987) ist ein äthiopischer Langstreckenläufer, der sich auf Straßenläufe spezialisiert hat.
2009 wurde er Achter beim RAK-Halbmarathon, Dritter beim Rabat-Halbmarathon und Elfter beim Delhi-Halbmarathon. Im Jahr darauf wurde er Dritter bei Roma – Ostia.
2011 stellte er bei Roma – Ostia mit 59:58 min einen Streckenrekord auf und wurde Zweiter beim Humarathon mit seiner persönlichen Bestzeit im Halbmarathon von 59:43 min.